# Zhu Shilin
Zhu Shilin (chinois : 朱石麟 ; pinyin : Zhū Shĺlĺn), né le 27 juillet 1899 à Taicang dans le Jiangsu et mort le 5 janvier 1967 à Hong Kong, est un réalisateur chinois. Il a commencé sa carrière à Shanghaï, où il a travaillé pour la Lianhua et a dirigé des actrices telles Ruan Lingyu. Après la guerre, il a déménagé à Hong Kong, où il a fondé, avec Fei Mu, la Longma.
Entre 1930 et 1964, Zhu réalise 80 films. Deux d'entre-eux, L'Histoire secrète de la cour des Qing (1948) et Le Festival de la mi-automne (1953), ont été classés parmi les 100 meilleurs films chinois listés par les Hong Kong Film Awards en 2005.

## Filmographie

### Scénariste
- 1930 : Contrat de suicide (Zicha hetong) de Sun Yu
- 1930 : Rêve de printemps dans l'ancienne capitale[1] (Gudu chunmeng)  de Sun Yu
- 1931 : Amour et Devoir (Lian'ai yu yiwu) de Bu Wancang

### Réalisateur
- 1934 : Retour (Guilai)
- 1934 : le Chant de la nation (Guohun), coréalisé avec Luo Mingyou
- 1937 : Les Larmes d'une mère (Cimu lei)
- 1937 : Temps anciens, Temps modernes (Xin jiu shidai)
- 1937 : Symphonie de la Lianhua (Lianhua jiao xiangpu), segment Le Revenant (Gui)
- 1940 : Wen Suchen
- 1940 : Xiangfei
- 1940 : Sai Jinhua
- 1940 : Meng Lijun, coréalisé avec Tu Guangqi
- 1942 : Rendez-vous tard dans l'après-midi
- 1944 : Renommée éternelle (zh) (Wanshi liufang)
- 1946 : Où est ma bien-aimée ? (Qiu Shui yiren)
- 1946 : À chacun sa manière (Geyou qianqiu)
- 1946 : Rêve de printemps (Chun zhi meng)
- 1948 : La Troisième Génération (Di san dai)
- 1948 : L'Histoire secrète de la cour des Qing (Qing gong mishi)
- 1950 : La Fille (Hua guniang)
- 1951 : Mariage reporté (Wu jia qi)
- 1952 : Les Gens du voyage (Jianghu ernü)
- 1953 : Le Festival de la mi-automne (Zhongqiu ji)
- 1954 : Entre le feu et l'eau (Shuihuo zhijian)
- 1960 : L'Orage (Leiyu)
- 1964 : Le Jardin du repos (Guyuan chunmeng)